# Tetraglochin ameghinoi
Tetraglochin ameghinoi là loài thực vật có hoa trong họ Hoa hồng. Loài này được (Speg.) Speg. miêu tả khoa học đầu tiên năm 1902.